# 中村駅 (香川県)
中村駅（なかむらえき）は、かつて香川県香川郡塩江村（現・高松市塩江地区）にあった琴平電鉄塩江線の駅（廃駅）である。

## 歴史
- 1929年（昭和4年）11月12日：塩江温泉鉄道の仏生山 - 塩江間開業に際し開業。
- 1938年（昭和13年）7月6日：塩江温泉鉄道が琴平電鉄に吸収合併。同社塩江線の駅となる。
- 1941年（昭和16年）5月10日：不要不急線指定による塩江線の廃止に伴い廃駅。

## 駅構造
1面2線の相対式ホームであった。

## その他
- 当駅の跡地は、現在の地名では「高松市塩江町安原下字中村」。
- 高松市道来栖中村線沿い（塩江線を転用）にあり、下りホーム(塩江方面)はほぼそのままの状態で、民家の敷地の一部となっている。上りホーム(仏生山方面)は解体され、現在はその遺構を確認することができない。
- 近くには塩江線のトンネルである中村隧道が残っており、高松市道来栖中村線のトンネルに転用されている。

## 隣の駅
琴平電鉄
塩江線
安原停留所 - 中村駅 - 岩部停留所